# Гази (стадион, Кабул)
Стадион Га́зи (дари. ورزشگاه غازى, пушту غازی لوبغالی‎) — многоцелевой стадион, расположенный в столице Афганистана Кабуле. В основном используется для игры в футбол. На этом стадионе проводят свои домашние матчи национальная сборная Афганистана и 5 кабульских клубов: «Джаван Азади», «Кабул Банк», «Майванд», «Серамиашт» и «Хаким Санаи».
Стадион Гази является крупнейшим стадионом Афганистана и вмещает до 25 тысяч зрителей. Был построен в 1923 году во время правления падишаха Аманнулы-хана. Тогда стадион был рассчитан на 30 тысяч человек. Первый международный футбольный матч на стадионе Гази был сыгран 1 января 1941 года между сборными Афганистана и Ирана, который завершился со счётом 1:1. В 1963 году американский музыкант Дюк Эллингтон провёл на этом стадионе концерт в рамках своего турне, спонсируемого Государственным департаментом США.[4]
После начала гражданской войны стадион был практически разрушен. В начале 2000-х годов в стадионе проводилась мелкая реконструкция. 15 декабря 2011 года Национальный Олимпийский комитет Афганистана отмечает повторное открытие недавно отремонтированного стадиона Гази. В мероприятии приняли участие посол США в Афганистане Райан Крокер, президент НОК Афганистана генерал-лейтенант Мохаммад Захер Aгхбар и командующий международными силами содействия безопасности в Афганистане генерал Джон Р. Аллен. Мероприятие также посетилии около 5000 зрителей, был осуществлён парад спортсменов на трассе, вступительные речи, разрезание ленточки, и два сокращенных футбольных матчей с участием как мужских, так и женских футбольных команд.
В конце 1990-х стадион использовался правительством Талибана как место проведения публичных казней.
Стадион в настоящее время используется в основном для проведения футбольных матчей. На стадионе проводят свои домашние матчи национальная сборная Афганистана и 5 кабульских клубов. Также на этом стадионе проводят свои некоторые домашние матчи различные по возрасту сборные Афганистана, женская футбольная сборная, а также некоторые матчи футбольных клубов из провинций страны.